# Der Hauptmann und sein Held
Der Hauptmann und sein Held ist ein satirischer Film über den Militarismus und den Zweiten Weltkrieg aus dem Jahr 1955. Er basiert auf dem gleichnamigen Roman und Theaterstück von Claus Hubalek.

## Handlung
Der Film beginnt 1926 mit der Geburt von Paul Kellermann; man sieht seinen Vater Franz aufgeregt während der Entbindung warten. Pauls Mutter ist besorgt und hätte lieber ein Mädchen bekommen, da „Mädchen nicht in den Krieg müssen“.
Siebzehn Jahre später, 1943 während des Zweiten Weltkrieges, wird der junge Abiturient Paul Kellermann dazu gedrängt, sich „freiwillig“ zum Dienst bei der Wehrmacht zu melden. Unter Tränen seiner Mutter rückt er in die Kaserne ein, um dort zum Soldaten gemacht zu werden. Schnell fällt Paul dem herrischen Kompaniechef Hauptmann Eisenhecker durch sein immer noch ziviles, menschliches Auftreten unangenehm auf. Eisenhecker ist frustriert, da er aufgrund einer Augenverletzung nicht frontverwendungsfähig ist und somit keine Gelegenheit bekommen kann, Auszeichnungen zu erhalten.
Als Paul nach all dem Drill und der Schikanen durch die Vorgesetzten und Kameraden seinen ersten Urlaub bekommt, wird er beim Ausflug mit seiner Freundin Ilse in der Stadt von einem Fliegerangriff überrascht. Ein nahe gelegenes Wehrbezirkskommando erhält Bombentreffer, Paul folgt dem Befehl, bei den Aufräumungsarbeiten zu helfen. Dabei gelangt er an eine Blankourkunde zur Verleihung des Eisernen Kreuzes zweiter Klasse. Aus einer Laune heraus trägt er dann zuhause seinen Namen in die Urkunde ein. Als er am nächsten Tag verschläft und zu spät zum Dienst erscheint, zeigt er sie vor, um damit dem Zorn von Hauptmann Eisenhecker zu entgehen, und erfindet die Rettung von 14 Verschütteten, die die Verleihung der Auszeichnung plausibel machen soll.
Die Täuschung gelingt zunächst auch, Eisenhecker ist ob des vermeintlichen Mutes „seines“ Soldaten begeistert und sieht die angebliche Rettung der Verschütteten durch Kellermann als Ergebnis seiner soldatischen Erziehung. Der Hauptmann stellt stolz seinen Helden dem vorgesetzten General vor, der schließlich Eisenhecker endlich befördert und Kellermann auf die Offiziersschule schickt. Im selben Gespräch erkennt Eisenhecker aber auch durch einen Widerspruch in der „Heldengeschichte“ schließlich, dass er einem Schwindel aufgesessen ist. Da jedoch seine langersehnte Anerkennung von Kellermanns Tat abhängig ist, muss er schweigen.
1945, Paul ist inzwischen Leutnant und Eisenhecker Major, treffen sich die beiden in den Wirren der letzten Kriegswochen wieder. Eisenhecker glaubt immer noch fanatisch an den Endsieg und verlangt von seinen Soldaten einen sinnlosen und wahrscheinlich tödlichen Einsatz, dem Kellermann sich als verantwortlicher Offizier widersetzt. Eisenhecker ruft daraufhin ein Standgericht zusammen und will Kellermann wegen „Feigheit vor dem Feinde“ und nicht zuletzt auch, um sich an dem in seinen Augen falschen Helden zu rächen, umgehend erschießen lassen. Sowohl die beisitzenden Offiziere als auch der protokollführende Feldwebel – einst Kellermanns „Spieß“ – weigern sich jedoch, das Urteil zu vollstrecken. Eisenheckers darauf folgenden Zornesausbruch unterbrechen schließlich hereinplatzende amerikanische Truppen. Auf der Suche nach Souvenirs nehmen diese zunächst Eisenhecker und dann auch Kellermann deren Eisernen Kreuze ab.
In der Schlussszene sieht man Paul, wie einst seinen Vater, fünf Jahre später aufgeregt auf die Geburt seines Kindes warten. Es ist ein Mädchen, Paul ist erleichtert, da Mädchen nicht in den Krieg ziehen müssen.

## Filmmusik, Drehorte und Uraufführung
Die Filmmusik war die erste Arbeit von Martin Böttcher, der später insbesondere für die Musik zu den Karl-May-Filmen bekannt wurde.
Der Film wurde in einem Behelfsatelier im Hotel Esplanade in Berlin produziert. Die Außenaufnahmen entstanden in Berlin und Umgebung.
Die Uraufführung erfolgte am 8. Juli 1955 in der Lichtburg in Essen.

## Rezeption
Die Satire wendet sich nicht nur gegen den eindeutig als Verbrechen geschilderten Nazi-Krieg – sondern verurteilt insgesamt Militarismus und Militaristen. Der Evangelische Film-Beobachter bezeichnet das Werk als „scharfe Kritik an Heldentum, Militarismus und Durchhaltegehorsam“ und zieht das Fazit, der Film sei „trotz mancher Überzeichnung reich an tiefen Wahrheiten“.

## Auszeichnungen und Nominierungen
Der Roman Der Hauptmann und sein Held von Claus Hubalek wurde 1953 mit dem Gerhart-Hauptmann-Preis ausgezeichnet.